# بامبوري

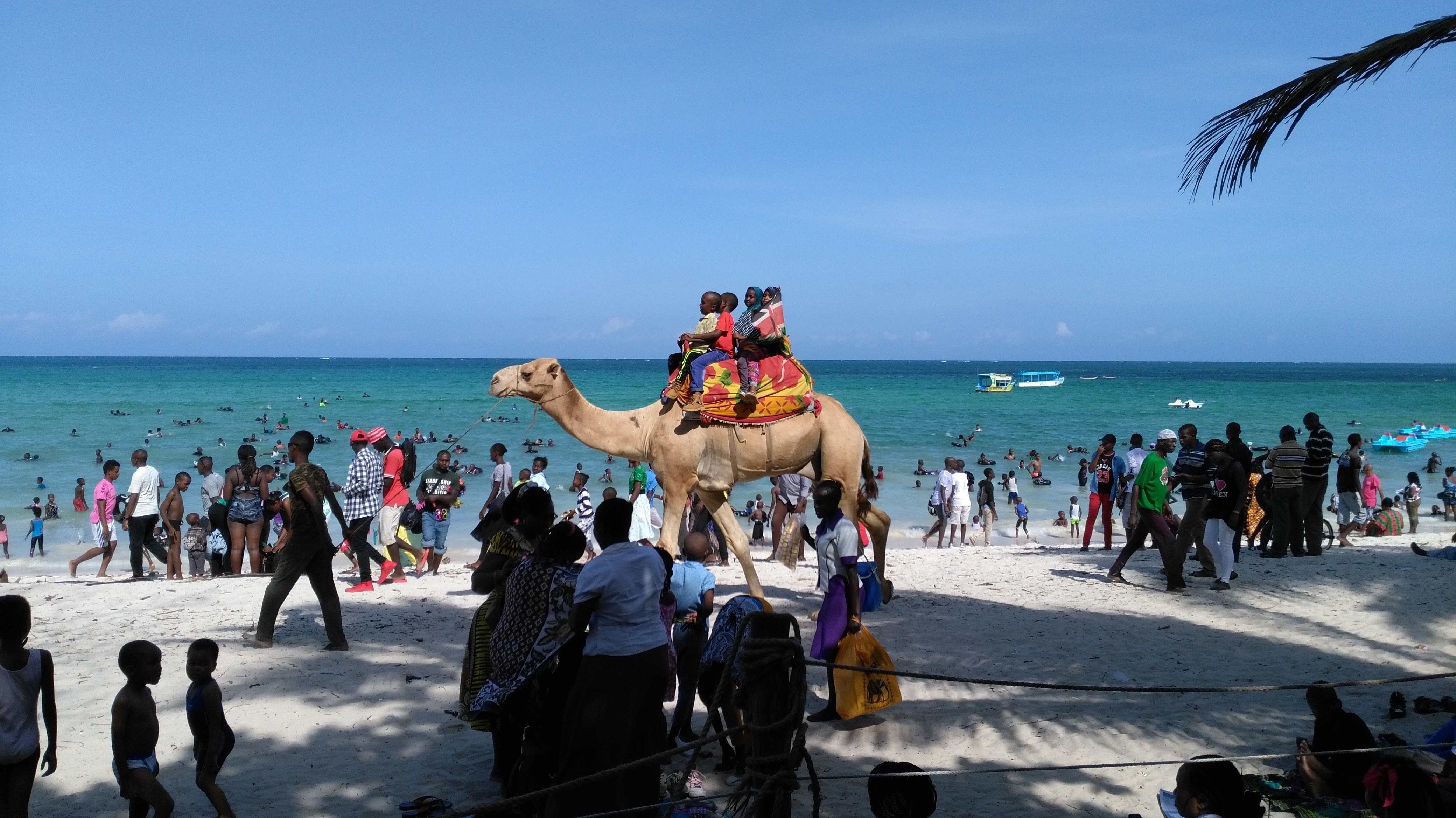
عائلات على الشاطئ.

"بامبوري/ˌbæmˈbɜːriː/ (بالسواحلية: [ɓɑ'ᵐburi])، مشتقه من الكلمات البانتوية المحلية "با" (الناس) و"مبوري" (الماعز)، هي منطقة تجارية وصناعية وانتخابية وإدارية محلية وسياحية وسكنية على الساحل الشمالي الكيني الذي يمتد من الساحل على المحيط الهندي إلى المستوطنات المحيطة ذات الدخل المتوسط والمنخفض على البر الرئيسي. إداريًا، تقع بامبوري في دائرة كيسوني في مومباسا ولديها مرافق سياحية وشاطئية، والتي تشمل الفنادق والمتنزهات الدولية والمحلية مثل فندق سيرينا الدولي بيتش وفندق ساي روك وفندق كاهاماس وحديقة هالر وجناح الفراشات. تقع شركة Bamburi Cement Ltd، وهي محجر ومصنع أسمنت رئيسي، في المنطقة أيضًا وهي واحدة من الشركات الشهيرة. تشمل المناطق السكنية الأكثر شهرة في بامبوري عقار Kiembeni وعقار Nairobi وBamburi Mwisho. إنها بوتقة ثقافية، مع حياة ليلية نابضة بالحياة، وخاصة المنطقة الواقعة بين الخط الأمامي ومصنع Bamburi Cement Ltd، والتي تشغلها خط من النوادي والحانات الرياضية والمطاعم والشركات الصغيرة.